# Biserica „Înălțarea Domnului” din Cioc-Maidan
Biserica „Înălțarea Domnului” este o biserică amplasată în Cioc-Maidan, Găgăuzia, Republica Moldova. Este un monument arhitectural de importanță națională inclus în Registrul monumentelor Republicii Moldova ocrotite de stat cu nr. 18 (raionul Basarabeasca). Datează din 1861.

## Istorie
Prima atestare a unei biserici în satul Cioc-Maidan datează din 29 decembrie 1819, când s-a dispus efectuarea unui recensământ, în care au fost documentate două locuințe aparținând bisericii: casa preotului și cea a unui slujitor, inclusiv familiile lor. În 1848, istoricul A. A. Skalkovski indica existența în sat a unei capele de rugăciuni.
Actuala clădire a bisericii a fost construită în perioada 1845-1861 și a fost deschisă la 12 iunie 1861. Primul paroh al noii biserici a fost Konstantin Gavrilovici Malai, care a slujit până în 1911. În 1875, el a publicat un articol intitulat „Parohia Cioc-Maidan a uezdului Bender”, datorită căreia s-au păstrat informații despre viața spirituală și obiceiurile sătenilor.
Către 1906, pe lângă biserica „Înălțarea Domnului” funcționau două școli ministeriale, iar în administrarea bisericii se aflau 120 de deseatine⁠(d) și 280 de sajeni⁠(d) de pământ.
În perioada sovietică, biserica nu a fost închisă, dar a fost interzis sunetul clopotului. Pe ascuns se făceau ritualuri de cununie, botez ș.a. – la această biserică au fost botezați ex-prim-ministrul Republicii Moldova Vasile Tarlev și ex-bașcana Găgăuziei Irina Vlah.

### Preoți
La biserica din Cioc-Maidan (din 1961 – în clădirea actuală) au slujit următorii preoți:
- Savov Iancio (Ioann), amintit în 1821
- 1832-1836 – Poslavski Antoni
- 1837-1860 – Șalen Onufri Lovinov
- 1860-1911 – Malai Konstantin Gavrilovici
- din 1911 – Krupski Ioann (nepotul lui Malai)
- din 1916 – Gurie
- 1926-1948 – Sofronov Vasili, uneori înlocuit de Petreanu Dmitri
- 1949 – părintele Maksim
- 1950-1953 – părintele Iosif (Gargalîk), igumen
- 1959 – părintele Anatoli (Rotar)
- 1961 – părintele Nikolai (Frunze)
- 1965 – părintele Matvei (Goskora)
- 1967-1970 – părintele Iosif (Gargalîk)
- 1970 – părintele Nikolai (Ciolak)
- 1972 – părintele Gavriil (Graul)
- 1975 – părintele Ioann (Kosira)
- 1977 – părintele Vitali (Roșca)
- 1980 – părintele Nikolai (Tonas)
- 1983-1991 – părintele Anatoli (Morari)
- 7 ianuarie 1992 – prezent – părintele Gheorghi (Kițanu)